# Pete J. Dunn
Peter „Pete“ John Dunn (* 10. November 1942 in Somerville; † 8. November 2017 in Alexandria) war ein US-amerikanischer Mineraloge und „Museum Specialist“ am „Department of Mineral Sciences“ des zur Smithsonian Institution gehörenden National Museum of Natural History, Washington, D.C., USA.

## Leben und Wirken
Pete J. Dunn wurde in Somerville, Massachusetts, als Sohn von William K. und Ethel L. Dunn geboren. Er wuchs dort und in Reading, Massachusetts, auf. Dunn diente in der United States Air Force, begann danach ein Studium am Salem State College (heute Salem State University) in Salem, Massachusetts, und schloss dieses 1969 mit einem Bachelor in Geographie und Erdwissenschaften ab. Diesem folgte 1973 ein Abschluss als Master of Science (M.Sc.) in Geologie und Mineralogie an der Boston University, wo er (von 1969 bis 1972) auch als Kustos im „Department für Geologie“ arbeitete.
Im Jahre 1972 trat er eine Stelle als Mineraloge an der „Smithsonian Institution“ an – eine Position, die er bis zum Ende seiner Karriere im Januar 2008 nicht mehr verlassen sollte. Während er schon in der Smithsonian Institution arbeitete, führte er seine Untersuchungen über die Bleisilikate von Franklin zu Ende. Im Jahre 1983 wurde er an der University of Delaware in Newark, Delaware, bei Peter B. Leavens in Mineralogie/Geologie promoviert. Das Thema seiner Dissertation war „The lead-silicate assemblage at Franklin, New Jersey“.
Während seiner Zeit am Smithsonian war Pete J. Dunn ein international anerkannter Experte für die Bearbeitung von Mineralen aus Sammlungen an Museen, insbesondere dem der Smithsonian Institution. Hier war er für viele Jahre der erste Kontakt für Wissenschaftler, die Forschungsmaterial aus der Mineralsammlung des Smithsonian für eigene Untersuchungen benötigten.
Pete Dunn war (inklusive von Redefinitionen (= Rd)) an der Erstbeschreibung von über 130 Mineralen – vom 1975 beschriebenen Wroewolfeit bis zum 1996 beschriebenen Benauit – beteiligt. Dunn hielt damit lange Zeit den inoffiziellen Weltrekord an Erstbeschreibungen – erst in den letzten Jahren hat Igor V. Pekov eine noch größere Zahl an Mineralerstbeschreibungen vorzuweisen. Bei 59 Mineralen ist Dunn der Erstautor. Bei 66 der 135 neuen Minerale hat er die offizielle Erstbeschreibung zusammen mit Donald R. Peacor verfasst.
- 1975: Wroewolfeit
- 1977: Uvit (Rd), Zektzerit, Perhamit, Liddicoatit
- 1978: „Hydroxyapophyllit“ (umbenannt in Hydroxyapophyllit-(K)), Morelandit, Mandarinoit, Marsturit
- 1979: Desautelsit, Prosperit, Carlhintzeit, Paulmooreit, Queitit, Koritnigit, Kolicit, Kingsmountit, Lawsonbauerit, „Ferridravit“ (1993 redefiniert zu Povondrait), Warikahnit
- 1980: Hauckit, Tancoit, Sundiusit, Gaitit, Nealit, Goosecreekit, Johnbaumit, Sterlinghillit
- 1981: O’Danielit, Jamesit, Otjisumeit, Lammerit, Parascholzit, „Magnesium-Chlorophoenicit“ (Rd) (umbenannt in Magnesiochlorophoenicit), Bartelkeit, Wicksit, Gormanit, Comancheit, Ogdensburgit
- 1982: Philipsbornit, Johillerit, Plumbotsumit, Arsendescloizit, Clarait, Retzian-(Nd), Petersit, Jarosewichit, Lotharmeyerit, Loudounit
- 1983: Schumacherit, Bostwickit, Kittatinnyit, Wallkilldellit, Charlesit, Ferrostrunzit, Sturmanit, Fransoletit
- 1984: Willhendersonit, Garyansellit, Eggletonit, Tinsleyit, Sinkankasit, Phosphofibrit, Walentait, Lennilenapeit, Jerrygibbsit, Nelenit, Earlshannonit, Rankachit, Paulkerrit, Hedyphan (Rd), Fredrikssonit, Minehillit, Retzian-(La), Sverigeit, Arsenogoyazit
- 1985: Mammothit, „Natrium-Pharmakosiderit“ (umbenannt in Natropharmakosiderit), Tiptopit, Turneaureit, Philipsburgit, Laphamit, Freedit, Thorikosit, Canaphit, Shigait
- 1986: Kombatit, Rouseit, Wheatleyit, Zinkroselith, Manganarsit, Johnwalkit, Chenit, Mathewrogersit, Franciscanit, Örebroit, Johninnesit, „Moydit“ (umbenannt in Moydit-(Y))
- 1987: Ribbeit, Wendwilsonit, Poudretteit, Franklinfurnaceit, Parabrandtit, Pahasapait, Ferristrunzit
- 1988: Ingersonit, Filipstadit, Holdawayit, Asisit, Maricopait, Dollaseit-(Ce) (Rd), Paulkellerit, Zodacit
- 1989: Grandreefit, Pseudograndreefit, Laurelit, Aravaipait, Pinalit, Pararobertsit, Camgasit, Whiteit-(CaMnMg), Sclarit
- 1990: Jahnsit-(CaMnMn), Wawayandait, Lithiomarsturit, Volkovskit (Rd), Orlymanit
- 1991: Montesommait, Cianciulliit
- 1992: Ferrilotharmeyerit, Parafransoletit, Franklinphilit
- 1993: Arsenogorceixit
- 1994: Samfowlerit
- 1996: Benauit

Im Verlaufe seines Berufslebens publizierte Dunn mehr als 300 wissenschaftliche Arbeiten – die erste davon war „Gem spodumen and achroite tourmaline from Afghanistan“ im Journal of Gemmology 1974 – und zahllose Buchbesprechungen. Er schrieb etwa ein Dutzend Gasteditoriale in der Zeitschrift „The Mineralogical Record“, in welchen die Beiträge der mineralsammelnden Gemeinschaft und ihre Interaktion mit den Wissenschaften thematisiert wurden. Ein wichtiger Bestandteil seiner Arbeit war auch die systematische Mineralogie und die Mineralsystematik, einschließlich der Diskreditierung falsch beschriebener Spezies sowie Redefinitionen und Revalidierungen unvollständig beschriebener Minerale, Definition von Mischkristallreihen in Mineralgruppen und nomenklatorische Fragen.
Pete J. Dunns mineralogisches Spezialgebiet war der Bergbaubezirk von Franklin – Sterling Hill in New Jersey. Über die Mineralogie, Geologie und Bergbaugeschichte dieses berühmten Fundbezirks hat er über 70 wissenschaftliche Arbeiten und eine neun Bände umfassende Monographie, „Franklin and Sterling Hill, New Jersey: The World's Most Magnificent Mineral Deposits“, publiziert. Dazu gehören eine fünfbändige mineralogische Monographie, ein zweibändiges Werk über die Bergbaugeschichte von 1765 bis 1900 und zwei allgemein gehaltene Bücher, darunter eines für Kinder und eines für Erwachsene – insgesamt das ultimative Werk für diese Lokalität für sowohl Wissenschaftler als auch Sammler und die Allgemeinheit (siehe dazu die Zusammenstellung unter „Schriften“).
Ein weiteres wichtiges Forschungsgebiet für Dunn waren zwei Lagerstätten in Namibia. Aus der „Tsumeb Mine“ beschrieb er – zumeist mit Paul Keller – insgesamt 15 neue Minerale, aus Material aus der „Kombat Mine“ stammen die Erstbeschreibungen für Kombatit, Asisit, Holdawayit, Ribbeit und Johninnesit. Über die Minerale der „Kombat Mine“ publizierte er ferner den Artikel „Rare Minerals of the Kombat Mine, Namibia“.
Pete J. Dunn war von 1984 bis Dezember 2007 stimmberechtigtes Mitglied in der „Commission on New Minerals and Mineral Names“ (CNMMN) der International Mineralogical Association (I.M.A.). Während dieser 24 Jahre veröffentlichte er zusammen mit dem damaligen Chairman der I.M.A. Joe Mandarino die „Formal Definitions for Type Mineral Specimens“ (1987). Gleichermaßen brachte er mit „Protocols for Scientists on the Deposition of Investigated Mineral Samples“ (1988) und „The Discreditation of Mineral Species“ (1990) weitere bis heute angewendete I.M.A.-Standards auf den Weg.
Er war Mitherausgeber des „American Mineralogist“ (1982–1985), des „Mineralogical Record“ (1977–1993) und des „Neuen Jahrbuchs für Mineralogie“, Monatshefte (1989–1991).
Nach seinem Ausscheiden aus der Smithsonian Institution im Dezember 2007 kehrte er bereits im Januar 2008 als ehrenamtlicher Helfer an den Informationsstand des Museum zurück.

## Ehrungen und Mitgliedschaften
Die Professoren Eric J. Essene und Donald R. Peacor von der University of Michigan in Ann Arbor, Michigan/USA beschrieben im Jahre 1987 einen neuen zinkhaltigen Klinopyroxen aus der Zinklagerstätte Franklin in New Jersey / USA und benannten ihn Dunn zu Ehren, „in Anerkennung seiner vielen Beiträge zur Mineralogie, insbesondere von Franklin und Sterling Hill, New Jersey“, als Petedunnit. „It is a very boring mineral“, kommentierte Dunn bei der Beschreibung dieses Minerals in seinem 1995 erschienenen Magnum opus. Ungeachtet dessen war diese Benennung ein passender Tribut für einen Wissenschaftler, der diese Lagerstätten detailliert und mit bemerkenswerter Produktivität untersuchte.
Dunn war Mitglied der „Mineralogical Society of America“ und der „Gemmological Association of Great Britain“ sowie der „Mineralogical Association of Canada“.

## Schriften
- Pete J. Dunn: The lead-silicate assemblage at Franklin, New Jersey (Dissertation). University of Delaware, Newark 1983, S. 189 (englisch, Online).
- Pete J. Dunn: The lead silicates from Franklin, New Jersey: occurrence and composition. In: Mineralogical Magazine. Band 49, Nr. 354, 1985, S. 721–727, doi:10.1180/minmag.1985.049.354.12 (englisch, Online [PDF; 1,4 MB; abgerufen am 15. August 2018]).
- Pete J. Dunn: Franklin and Sterling Hill, New Jersey : the world's most magnificent mineral deposits (Teil 1 bis 5). 1. Auflage. The Franklin-Ogdensburg Mineralogical Society, Franklin, N.J. 1995, S. 1–755 (englisch).
- Pete J. Dunn: Mine Hill in Franklin, and Sterling Hill in Ogdensburg, Sussex County, New Jersey : mining history, 1765–1900 : final report (Teil 1 bis 7). 1. Auflage. P. J. Dunn, Alexandria, VA 2002, S. 1–1102 (englisch, die sieben Bände erschienen von 2002 bis 2005).
- Pete J. Dunn: The story of Franklin and Sterling Hill. 1. Auflage. Dept. of Mineral Sciences, Smithsonian Institution, Washington, DC 1997, S. 1–128 (englisch).
- Susan B Cooper; Pete J. Dunn: Magnificent rocks : the story of mining, men and minerals at Franklin and Sterling Hill, New Jersey. 2. Auflage. Book Distributor, Newton, N.J. 1997, ISBN 0-9662132-0-3, S. 1–74 (englisch).